# Shaped Sonic Boom Demonstration

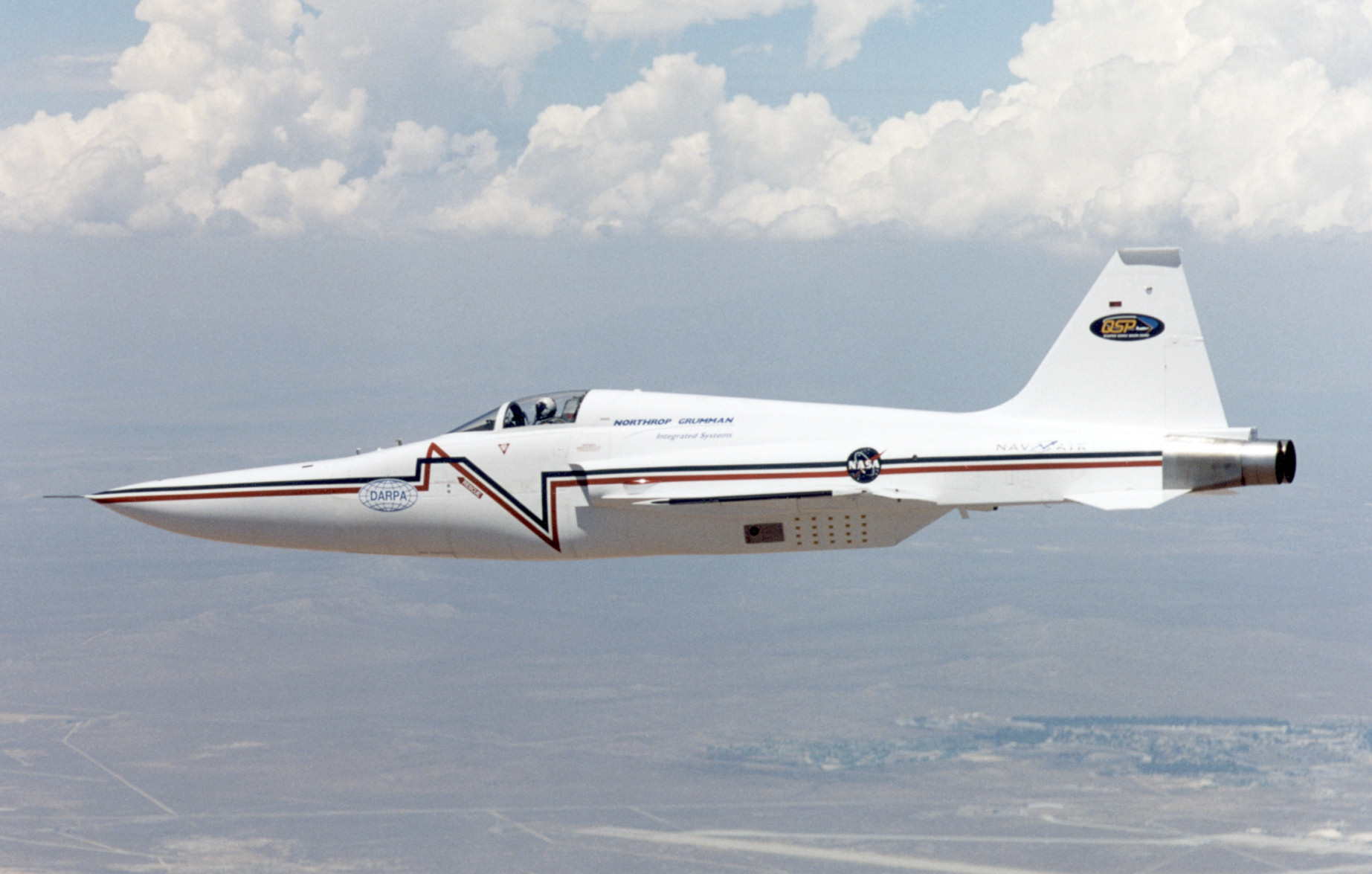
Ce fut modifié par la NASA pour avoir une surface constante derrière l'onde de choc, optimale pour réduire la puissance du bang supersonique.

Le programme Shaped Sonic Boom Demonstration, aussi connu sous le nom de Shaped Sonic Boom Experiment, était un programme de la NASA, s'étalant sur une durée de deux ans et faisant appel à un F-5E doté d'un fuselage modifié pour démontrer que l'onde de choc créée par un avion, et le bang supersonique (en anglais : sonic boom) l'accompagnant, pouvaient être profilés (en anglais : shaped), donc réduits.
Le programme SSBD était un effort commun entre le centre de recherche Langley de la NASA, le centre de recherche Dryden sur la base aérienne Edwards, en Californie, et le constructeur Northrop Grumman.

## Fonctionnement
En 2003, le programme devint l'étude la plus poussée ayant été menée sur le bang supersonique, incluant des études sur différents nombres de Mach et différentes conditions météorologiques. Après avoir analysé 1 300 enregistrements de données, dont certains avaient été effectués à l'intérieur de l'onde de choc par un avion suiveur, le SSBD démontra une réduction du bang d'environ un tiers de son niveau original. Plusieurs de ces vols incluaient la présence d'un banc d'essais et de recherche F-15B modifié suivant le F-5E, afin de mesurer de près la signature de son onde de choc. Pendant les vols, de nombreux dessins d'onde de choc furent mesurés par le F-15B à des distances et des orientations diverses par rapport au F-5E.
Un F-5E non-modifié volait 45 secondes après l'avion de démonstration, afin d'apporter une mesure de référence et ainsi valider la réduction de bruit apportée par les modifications appliquées au démonstrateur.
Un planeur L-23 Super Blaník de l'école des pilotes d'essais de l'US Air Force, emportant un microphone sur l'extrémité de l'aile gauche et un capteur de pression sur le côté droit du fuselage, volait à une altitude 10 000 pieds (environ 3 300 m) inférieure à celle de la route suivie par le F-5E — qui volait à 32 000 pieds (9 700 m) — afin d'enregistrer les bangs supersoniques dans l'air. De plus, des données sur ces bangs étaient récoltées au sol par une installation de 42 capteurs et dispositifs enregistreurs disposée sur une longueur de quatre kilomètres sous le passage de l'avion modifié. Des capteurs d'amplitude et de direction du bang sonore avaient été développés à Dryden et permettaient d'enregistrer les données de la signature au niveau du sol du bang provenant du F-5E modifié.
La démonstration faisait initialement partie du programme Quiet Supersonic Platform financé par la DARPA. Ensuite, la division Vehicle Systems du bureau de l'aéronautique de la NASA finança le projet. Le secteur Integrated Systems de la compagnie Northrop Grumman à El Segundo, en Californie, modifia un F-5E de l'US Navy pour le convertir en démonstrateur pour le projet SSBD. L'avion est désormais préservé et exposé au Valiant Air Command Warbird Museum (en) à Titusville, en Floride.